# Castelo de Launac

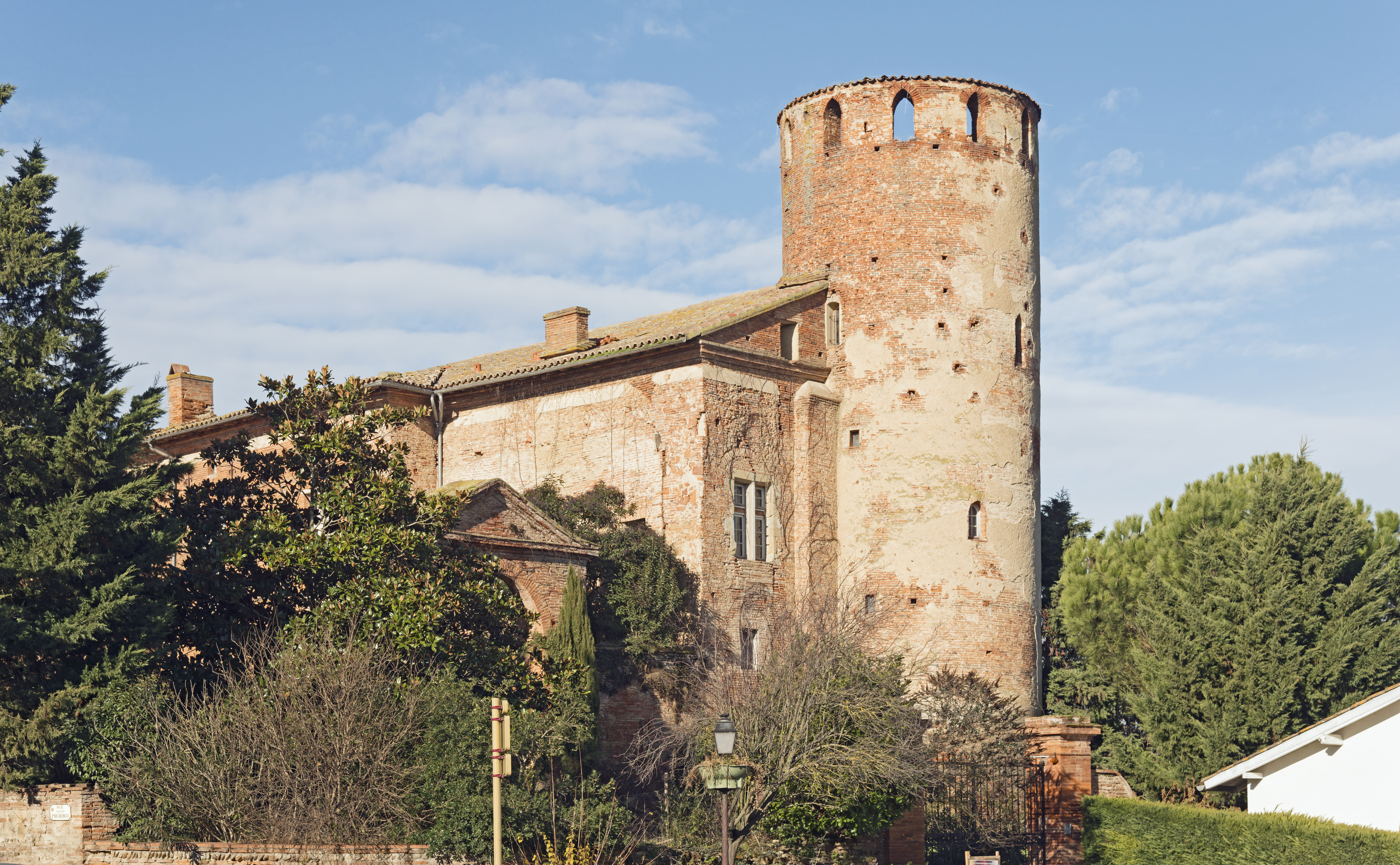
Château de Launac

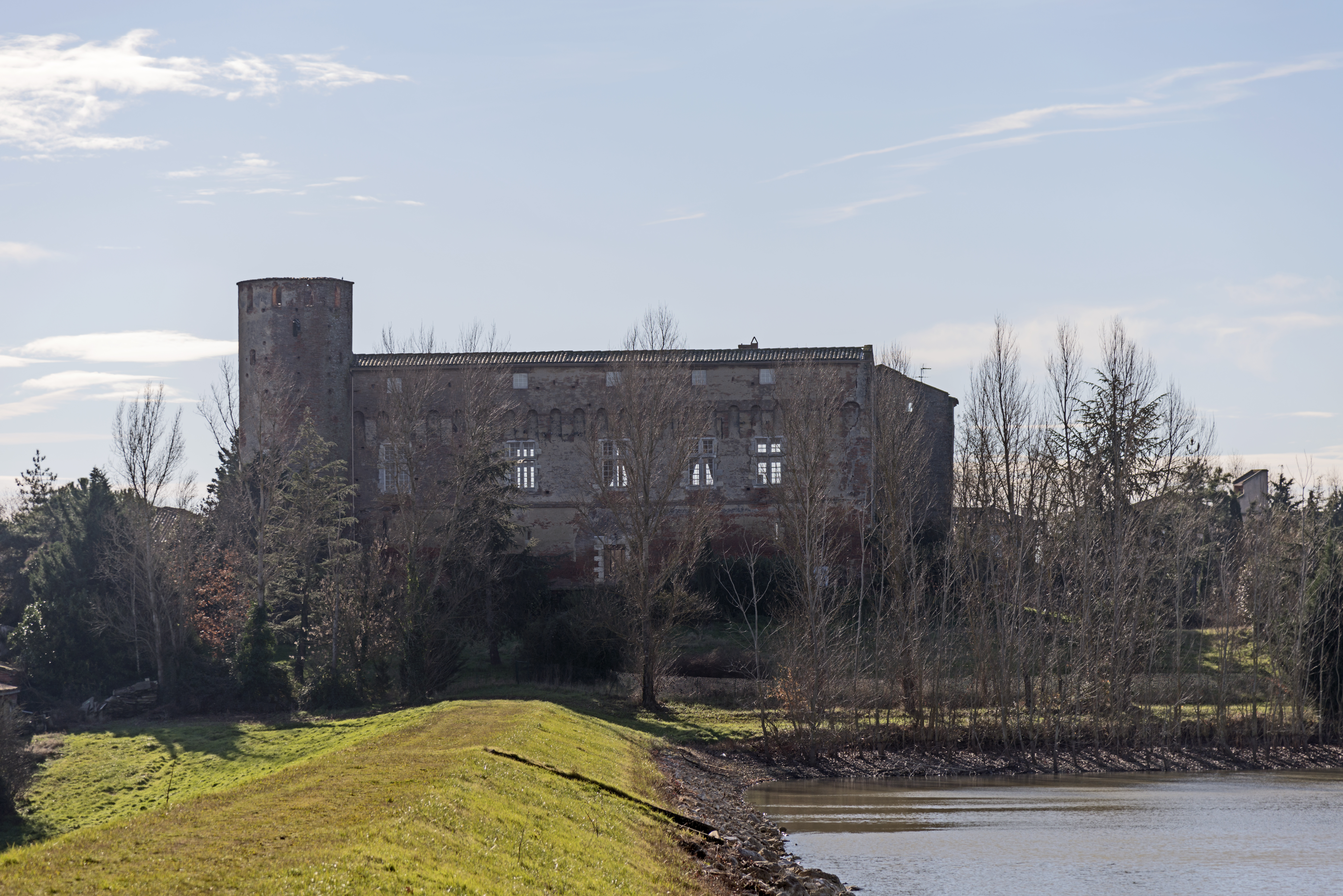
Lado norte

O Château de Launac é um castelo do século XII na comuna de Launac em Haute-Garonne, na França. Grandes acréscimos e alterações foram feitas nos séculos XVI e XVII. Uma propriedade privada, o andar superior e a torre de canto estão listados desde 1927 como um monumento histórico pelo Ministério da Cultura da França. O resto do castelo foi listado em 1991.